# Mario & Luigi: Partners in Time
Mario & Luigi: Partners in Time – gra typu RPG stworzona przez firmę Nintendo na przenośną konsolę Nintendo DS. Gra jest kontynuacją tytułu Mario & Luigi: Superstar Saga znanej z konsoli przenośnej Game Boy Advance. Najważniejszą zmianą wprowadzoną w stosunku do poprzednika jest kontrolowanie nie dwóch (Mario, Luigi), lecz czterech bohaterów (Mario, Luigi, Baby Mario i Baby Luigi). Scenariusz opowiada historię odparcia ataku kosmicznej rasy wrogich grzybów – Shroob – na królestwo pokojowo nastawionych grzybów – Mushroom Kingdom. W historii udział bierze wiele znanych ze świata Mario postaci. Kontynuacją gry jest Mario & Luigi: Bowser’s Inside Story wydany w 2009 roku.